# Mys Baba
Mys Baba (turecky Baba Burnu, starořecky Λεκτόν) je nejzápadnější bod Turecka i celé Asie. Nachází se ve vesnici Babakale, v distriktu Ayvacık a historické oblasti Troas. Na mysu se nacházel i maják nazývaný Lekton. Biblická kniha Skutky Apoštolů zmiňuje cestu svatého Lukáše kolem mysu a tradiční komentář autorů Jamiesona, Fausseta a Browna ji popisuje takto:
| „                                              | Když se pluje na jih z Troady do Assosu, je třeba objet mys Baba a plout na východ podél severního pobřeží Edremitského zálivu. Tato plavba je dlouhá asi čtyřicet mil, zatímco přímo po zemi, po výborné římské cestě, která tehdy ještě existovala, by byla vzdálenost sotva poloviční. | “ |
| — Výňatek z komentáře ke knize Skutků, kap. 20 | |   |